# Generation (Acid Angel from Asia의 노래)
Generation은 2022년 10월 28일에 발매된 대한민국의 걸 그룹 트리플에스의 첫 번째 유닛인 Acid Angel from Asia의 음반 Access의 타이틀곡이다.

## 곡 소개
타이틀 곡 ‘Generation’은 바로 그 세대, 어디를 가든 핸드폰을 놓지 않고 셀카, 틱톡을 사랑하는 지금의 소녀를 노래한다. 온라인상에서의 자아와 현실의 자아의 경계가 사라진 첫 번째 세대들의 놀이 방법을 음악과 뮤직비디오에 담았다. 브라스 섹션과 중독적인 코러스 라인을 통해 단맛, 혹은 짠맛이 아닌 Acid 한 맛을 들려준다. 아이유, BTS 등의 곡을 작업한 EL CAPITXN, Vendors (Nano)가 곡을 리드했고 NCT와 더보이즈의 안무가 최효제가 안무를 담당하며 완성도를 높였다.

## 발매 과정
- 2022년 9월, 당시까지 공개된 8명의 트리플에스 멤버들은 팬 투표인 그래비티(Gravity)를 통해 Acid Angel From Asia와 +(KR)ystal Eyes의 두 유닛으로 나뉘었다. 이후 Acid Angel From Asia의 데뷔가 발표되었다.
- 2022년 10월 10일부터 16일까지 각 멤버의 Concept Shoot이 트위터를 통해 공개되었다.
- 10월 19일, 트랙 리스트가 공개되었다. 익일에는 컴백 스케쥴러가 공개되었다.
- 10월 22일, 두 가지 버전의 티저가 공개되었다. 10월 23일, 하이라이트 메들리가 공개되었다.
- 10월 24일부터 27일까지, 뮤직비디오의 비하인드 사진이 공개되었다.
- 10월 28일, Access 음반이 발매되고 Generation의 음원과 뮤직 비디오가 공개되었다.

## 활동 및 흥행
- Generation의 뮤직 비디오는 유튜브에서 공개 10일 만에 조회수 1,000만 회를, 13일 만에 2,000만 회를 달성했다.
- 케이팝 차트 프로그램 ‘케이팝레이더’에서 2022년 11월 2주차 1위를 차지했다.[1]
- 2022년 11월 15일, 더쇼 데뷔 무대에서 1위 후보에 올랐다.[2]